# Legen (mitološki grad)
Legen (Leđan) je drevni čudesni grad koji se spominje u hrvatskoj narodnoj predaji.  O njemu piše i hrvatska spisateljica Ivana Brlić-Mažuranić u Pričama iz davnine, točnije u Regoču: 'Vranac s Kosjenkom juri sedam dana i sedam noći. Sedmi dan pred zoru stigoše do srca ravnice, a u srcu ravnice stajahu porušene zidine strahovito velikog grada Legena u kojem vladaše silna zima.'.